# Blue's Journey
Blue's Journey, conocido en Japón como Raguy (ラギ), es un juego de plataformas de desplazamiento lateral originalmente publicado por Alpha Denshi en el verano de 1991, para el sistema de arcade Neo Geo MVS's y su sistema de consola AES. Más tarde fue portado a la Neo Geo CD Neo en 1994. Fue lanzado más recientemente en la Consola Virtual de Wii en Europa el 9 de noviembre de 2007, seguida de América del Norte el 12 de noviembre de 2007.

## Argumento y mecánica
El jugador controla a un joven héroe llamado Blue, cuya misión es salvar el pacífico planeta Raguy. Este ha sido invadido por el malvado Imperio Daruma, que planea explotar los recursos naturales del planeta y contaminarlo. Blue tiene la habilidad de aturdir a los enemigos, recogerlos y lanzarlos como proyectiles. También puede reducirse el tamaño a sí mismo para acceder a zonas ocultas. Un segundo jugador puede tomar el control de la princesa Fa, que tiene poderes similares a Blue.